# フィッツ・ロイ
フィッツ・ロイ（Fitz Roy）は、アルゼンチン南部のパタゴニア地方、アンデス山脈にある山。チャルテンとも。標高3,405メートル。世界遺産に登録されたロス・グラシアレス国立公園の一部をなす。
フィッツ・ロイの頂きに夕日が落ちていく時に、一年間のうち数日だけ〈ダイヤモンド フィッツ・ロイ〉と呼ばれる現象が見られる。4月下旬、フィッツ・ロイ周辺は紅葉し、南極ブナが色づく。5月から10月は雪に閉ざされる。

## 登頂史
- 1984年：米井輝治、他2名の日本登攀クラブ隊が日本人初登。
- 1990年：山野井泰史（当時25歳）が、冬季単独初登。